# Claudio Marenzi

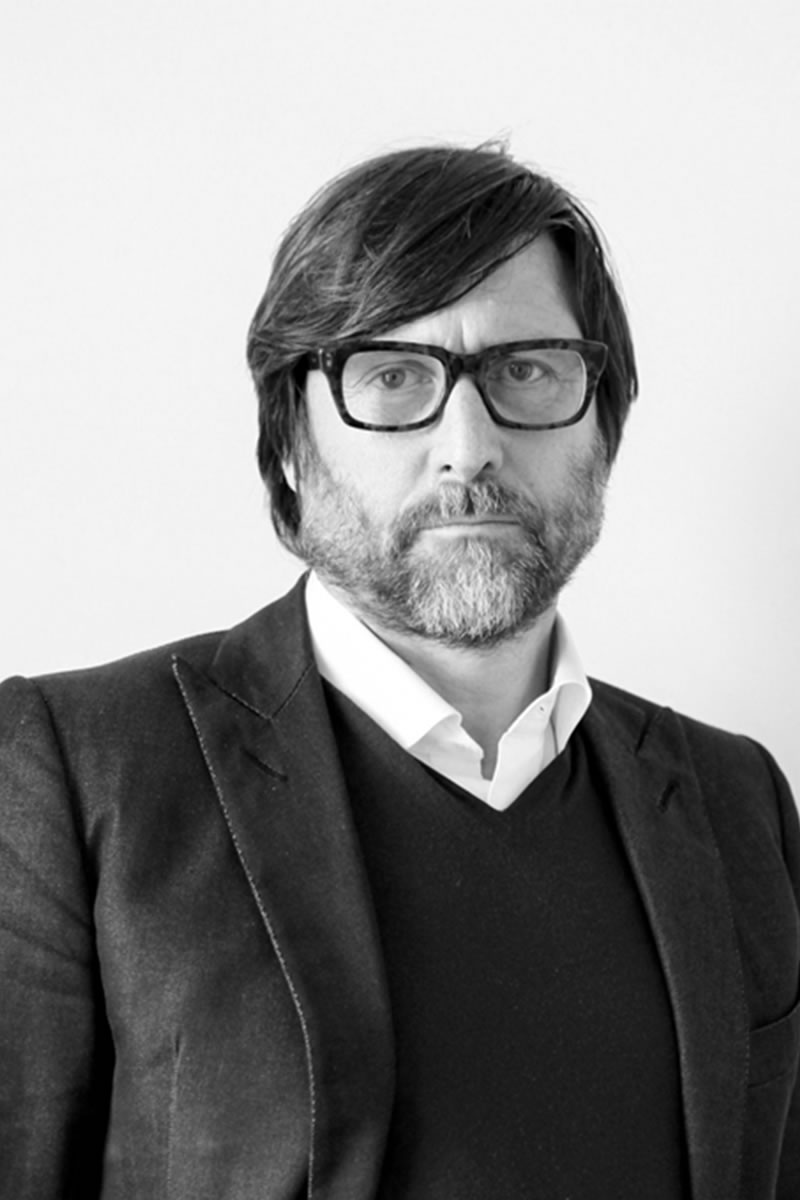
Foto di Claudio Marenzi

Claudio Marenzi (Arona, 10 febbraio 1962) è un imprenditore italiano, attualmente Presidente di Herno Spa e Presidente e Amministratore Delegato di Montura Spa.

## Biografia
Claudio è il terzo figlio di Giuseppe Marenzi fondatore di Herno Spa nel 1948 insieme alla moglie Alessandra Diana. Ha iniziato a lavorare nell'azienda familiare in giovane età, occupando posizioni in vari reparti, come Direttore Operation e Direttore Commerciale per il mercato estero, concentrando i suoi sforzi in particolare sul mercato giapponese, dove Herno è presente dal 1968. Nel 2007 è stato nominato Amministratore Delegato di Herno Spa, nel 2011 ha assunto anche il ruolo di Presidente. Da allora, ha lavorato per ampliare la presenza internazionale del marchio.
Marenzi ha sempre enfatizzato l'importanza del legame con il territorio locale, in particolare con Lesa e la sponda piemontese del Lago Maggiore, mantenendo al contempo il controllo creativo e produttivo e valorizzando la funzionalità oltre all’estetica nei prodotti di Herno. Sotto la sua guida, Herno ha visto una crescita costante, registrando un fatturato di 153 milioni nel 2022.
Dal 2013 al 2018, ha servito come Presidente di Sistema Moda Italia. È stato anche Presidente di Pitti Immagine dal 2017 al 2023 . Inoltre, da marzo 2017 a luglio 2020, è stato Presidente di Confindustria Moda , un'organizzazione che ha lavorato per promuovere e proteggere l'eccellenza del settore moda, tessile e accessorio italiano sui mercati globali.

### Acquisizione di Montura
Nel 2021, ha acquisito il 55% di Montura, diventando così Presidente e Amministratore Delegato della società .
Questa mossa ha segnato l'ingresso in un nuovo segmento di mercato: quello dell’outdoor.

## Vita privata
Marenzi è padre di due figli.

## Riconoscimenti
Nel 2016 il Presidente della Repubblica Italiana Sergio Mattarella ha conferito a Claudio Marenzi l'onorificenza di Cavaliere del Lavoro.
Due anni dopo, nel 2018, ha ricevuto il Premio Leonardo “Qualità Italia”.